# Jugendsoziologie
Die Jugendsoziologie ist eine  Spezielle Soziologie. Es werden theoretische Ansätze von Jugend entwickelt sowie zahlreiche empirische Untersuchungen durchgeführt.
In der beruflichen Praxis ist sie eng verwandt, aber nicht synonym zur Jugendsozialarbeit. Im Zentrum stehen soziologische Theorien und Forschungsergebnisse. Ergänzend wird auf wichtige Aspekte der sozialhistorischen, pädagogischen und psychologischen Jugendforschung eingegangen.

## Zur Theorie
Allgemeine Ansätze heften sich z. B. an einen soziologischen Begriff der „Generation“ (Karl Mannheim), an Organisationen des Übergangs von der Kindheit zum Erwachsen-Sein (Shmuel N. Eisenstadt), an „Jugend als antizipatorische Aktivität“ (Lars Clausen) oder an „Jugend“ als Wechsel der Kommunikationsnetzwerke (in der Nachfolge von Niklas Luhmann). Jugend wird auch als Moratoriumsphase (Schutzphase) im Lebenszyklus definiert (Jürgen Zinnecker).
Im Bereich der (mit Robert K. Merton) so genannten „Theorien mittlerer Reichweite“ gab es – ausgehend von Mannheims Konzept der „Generation“ und mit Helmut Schelskys einflussreicher Untersuchung der „Skeptischen Generation“ (womit er die deutsche Nachkriegsjugend nach 1945 charakterisierte) – immer wieder Versuche, neue Generationen (Jahrgangsgruppen) mit neuen Schlagworten zu bezeichnen; z. B. die Generation Golf und die ihr folgende Generation X sowie die MTV-Generation.

## Zur Empirie
Prägend für die Ursprünge der deutschen Jugendsoziologie war das geteilte und eindrucksvolle Generationserlebnis der Jugendbewegung, die Anfang des 20. Jahrhunderts mit dem „Wandervogel“ eingesetzt hatte. Im zunehmend empirisch geprägten Bereich Forschung sind seither zahlreiche Untergruppen behandelt worden (von der „Arbeiterjugend“ bis zur „Kanakjugend“). Die periodisch wiederholten Shell-Jugendstudien haben aufgrund ihrer öffentlichen Verbreitung große Bedeutung erlangt. Aktuelle Diskussionen der Jugendsoziologie beschäftigen sich vermehrt mit der Unterscheidung zwischen den Phasen der Jugend und der Nachjugend (Postadoleszenz) (Hurrelmann 2006).

### Rolle bei Kundenumfragen und Wahlforschung
Generationsspezifische Verhaltensweisen und die entsprechenden Altersabfolgen und durch populäre Veröffentlichungen und bestimmte zeitgebundene Unterscheidungsmerkmale (Twix oder Raider) verliehene Generations-‚Etiketten‘ werden bei Wahl- und Kundenumfragen studiert, da das Alter sehr einfach nachzuvollziehen und zu überprüfen ist. Die wissenschaftlichen Grundlagen solcher empirischer Phänomene sind deutlich schwerer zu erstellen und nachzuweisen.